# Mantellidae
Mantellidae é uma família de anfíbios pertencentes à ordem Anura, subordem Neobatrachia.
Os membros desta família apresenta um certo grau de toxicidade e são de tamanho reduzido. Algumas espécies são marcadamente coloridas.
Só podem ser encontradas em Madagascar e Mayotte.